# Distretto di Klay
Il distretto di Klay è un distretto della Liberia facente parte della contea di Bomi.